# Lekkoatletyka na Igrzyskach Śródziemnomorskich 1955
Zawody lekkoatletyczne na  igrzyskach śródziemnomorskich w 1955 odbyły się w lipcu w Barcelonie. Startowali tylko mężczyźni. Po raz pierwszy rozegrano zawody w chodzie na 50 kilometrów.

## Wyniki

### konkurencje biegowe
| Konkurencja:                       | 1. miejsce                                                                           | Rezultat   | 2. miejsce                                                                                         | Rezultat | 3. miejsce                                                                          | Rezultat |
| Bieg na 100 metrów                 | Luigi Gnocchi · Włochy                                                               | 10,9 =GR   | Alain David · Francja                                                                              | 11,0     | Sergio D’Asnasch · Włochy                                                           | 11,0     |
| Bieg na 200 metrów                 | Luigi Gnocchi · Włochy                                                               | 21,6 GR    | Vincenzo Lombardo · Włochy                                                                         | 21,7     | Wolfango Montanari · Włochy                                                         | 21,7     |
| Bieg na 400 metrów                 | Jacques Degats · Francja                                                             | 47,3 GR    | Pierre Haarhoff · Francja                                                                          | 47,5     | Vincenzo Lombardo · Włochy                                                          | 47,8     |
| Bieg na 800 metrów                 | Ekrem Koçak · Turcja                                                                 | 1:50,0 GR  | René Djian · Francja                                                                               | 1:51,1   | Evangelos Depastas · Grecja                                                         | 1:52,4   |
| Bieg na 1500 metrów                | Ekrem Koçak · Turcja                                                                 | 3:50,2 GR  | Cahit Önel · Turcja                                                                                | 3:52,2   | Antoine Vincendon · Francja                                                         | 3:53,2   |
| Bieg na 5000 metrów                | Alain Mimoun · Francja                                                               | 14:27,6 GR | Osman Coşgül · Turcja                                                                              | 14:37,0  | Jean Carron · Francja                                                               | 14:40,4  |
| Bieg na 10 000 metrów              | Alain Mimoun · Francja                                                               | 30:23,6 GR | Luis García · Hiszpania                                                                            | 31:32,8  | Raymond Mahaut · Francja                                                            | 31:48,2  |
| Maraton                            | Abdul Herin · Egipt                                                                  | 2:50:35 GR | Ali Hamid · Egipt                                                                                  | 2:53:57  | Erturan Haydar · Turcja                                                             | 2:58:07  |
| Bieg na 110 metrów przez płotki    | Philippe Candau · Francja                                                            | 14,9 GR    | Jacques Dohen · Francja                                                                            | 15,2     | Jean-Claude Bernard · Francja                                                       | 15,4     |
| Bieg na 400 metrów przez płotki    | Guy Cury · Francja                                                                   | 52,4 GR    | Robert Bart · Francja                                                                              | 52,8     | Armando Filiput · Włochy                                                            | 53,4     |
| Bieg na 3000 metrów z przeszkodami | Georgios Papavasileiou · Grecja                                                      | 9:20,6 GR  | Julien Soucours · Francja                                                                          | 9:23,8   | José Teixeira · Hiszpania                                                           | 9:26,8   |
| Sztafeta 4 × 100 metrów            | Włochy · Giovanni Ghiselli · Sergio D’Asnasch · Wolfango Montanari · Luigi Gnocchi   | 41,0 GR    | Grecja · Nikolaos Georgopoulos · Dimitrios Kipouros · Stefanos Petrakis · Konstantinos Tsalamanios | 42,6     | Egipt · Mustafa Marhoum · Emad El-Din Shafei · Fawzi Chaaban · Yussef Zein El Abdin | 42,8     |
| Sztafeta 4 × 400 metrów            | Francja · Jacques Degats · Pierre Haarhoff · René Galland · Jean-Paul Martin du Gard | 3:12,8 GR  | Włochy · Luigi Grossi · Mario Paoletti · Vincenzo Lombardo · Baldassare Porto                      | 3:14,4   | Egipt · Hassan Ahmed Ragab · Fadl El Sayed · Nashat El Kholi · Farouk Tadros        | 3:16,2   |
| Chód na 10 000 metrów              | Giuseppe Dordoni · Włochy                                                            | 48:21,8 GR | Roland Griset · Francja                                                                            | 48:44,2  | Louis Chevalier · Francja                                                           | 49:47,4  |
| Chód na 50 kilometrów              | Abdon Pamich · Włochy                                                                | 5:03:33    | Roger Chaylat · Francja                                                                            | 5:20:07  | Francisco Villoldo · Hiszpania                                                      | 5:36:07  |

### konkurencje techniczne
| Konkurencja:   | 1. miejsce                      | Rezultat    | 2. miejsce                   | Rezultat | 3. miejsce                       | Rezultat |
| Skok wzwyż     | Maurice Fournier · Francja      | 1,98        | Papagallo Thiam · Francja    | 1,98     | Çetin Şahiner · Turcja           | 1,90     |
| Skok o tyczce  | Giulio Chiesa · Włochy          | 4,28 GR     | Jeorjos Rumbanis · Grecja    | 4,25     | Victor Sillon · Francja          | 4,20     |
| Skok w dal     | Luigi Ulivelli · Włochy         | 7,17        | Emad El Din Shafei · Egipt   | 7,11     | René Cucuat · Francja            | 7,10     |
| Trójskok       | Éric Battista · Francja         | 14,93 GR    | Fawzi Chaaban · Egipt        | 14,59    | Konstantinos Sfikas · Grecja     | 14,58    |
| Pchnięcie kulą | Raymond Thomas · Francja        | 15,70 GR    | Georgios Tsakanikas · Grecja | 15,49    | Silvano Meconi · Włochy          | 15,35    |
| Rzut dyskiem   | Adolfo Consolini · Włochy       | 52,81 GR    | Antonios Kounadis · Grecja   | 47,23    | Konstantinos Giataganas · Grecja | 45,83    |
| Rzut młotem    | Teseo Taddia · Włochy           | 55,14 GR    | Guy Husson · Francja         | 54,31    | Dimitrios Boulboutzis · Grecja   | 48,23    |
| Rzut oszczepem | Michel Macquet · Francja        | 69,00 GR    | Francesco Ziggiotti · Włochy | 66,22    | Pedro Apellániz · Hiszpania      | 62,64    |
| Dziesięciobój  | Bernardino Adarraga · Hiszpania | 5693 pkt GR | Mohamed Saïd Zaki · Egipt    | 5633 pkt | Robert Vaussenat · Francja       | 5262 pkt |

## Tabela medalowa
| Miejsce | Reprezentacja | Złoto | Srebro | Brąz | Razem |
| 1       | Francja       | 10    | 10     | 8    | 28    |
| 2       | Włochy        | 9     | 3      | 5    | 17    |
| 3       | Turcja        | 2     | 2      | 2    | 6     |
| 4       | Hiszpania     | 1     | 4      | 7    | 12    |
| 5       | Grecja        | 1     | 4      | 3    | 8     |
| 6       | Egipt         | 1     | 4      | 2    | 7     |
| Poz.    | Razem:        | 24    | 24     | 24   | 72    |